# Theo van Doesburg
Theo van Doesburg (neerlandeză: [ˈteːjoː vɑn ˈduzbʏr(ə)x], n. 30 august 1883 – d. 7 martie 1931) a fost un artist vizual complex neerlandez, care a practicat pictura, grafica, fotografia, scrisul, poezia și arhitectura. Theo Van Doesburg este cel mai bine cunoscut ca fondator și lider al mișcării artistice influente De Stijl, respectiv a variantei târzii a acesteia, elementarismul. În ultimii ani ai vieții sale, fost căsătorit cu artista, pianista și coregrafa Nelly van Doesburg.

## Biografie

### Viață timpurie
Theo van Doesburg s-a născut „Christian Emil Marie Küpper,” la 30 august 1883, în Utrecht, Olanda, ca fiu al fotografului Wilhelm Küpper și al Henriettei Catherina Margadant. După o scurtă perioadă de pregătire în actorie și canto, a decis să devină, în chip „straniu,” vânzător într-un magazin, ocupație al cărui succes a fost ultra-efemer.
Întotdeauna l-a considerat pe tatăl său vitreg, Theodorus Doesburg, ca fiind tatăl său firesc, astfel că primele sale lucrări sunt semnate cu Theo Doesburg, la care a adăugat ulterior „van,” ulterior schimbându-și oficial numele.

### Carieră artistică

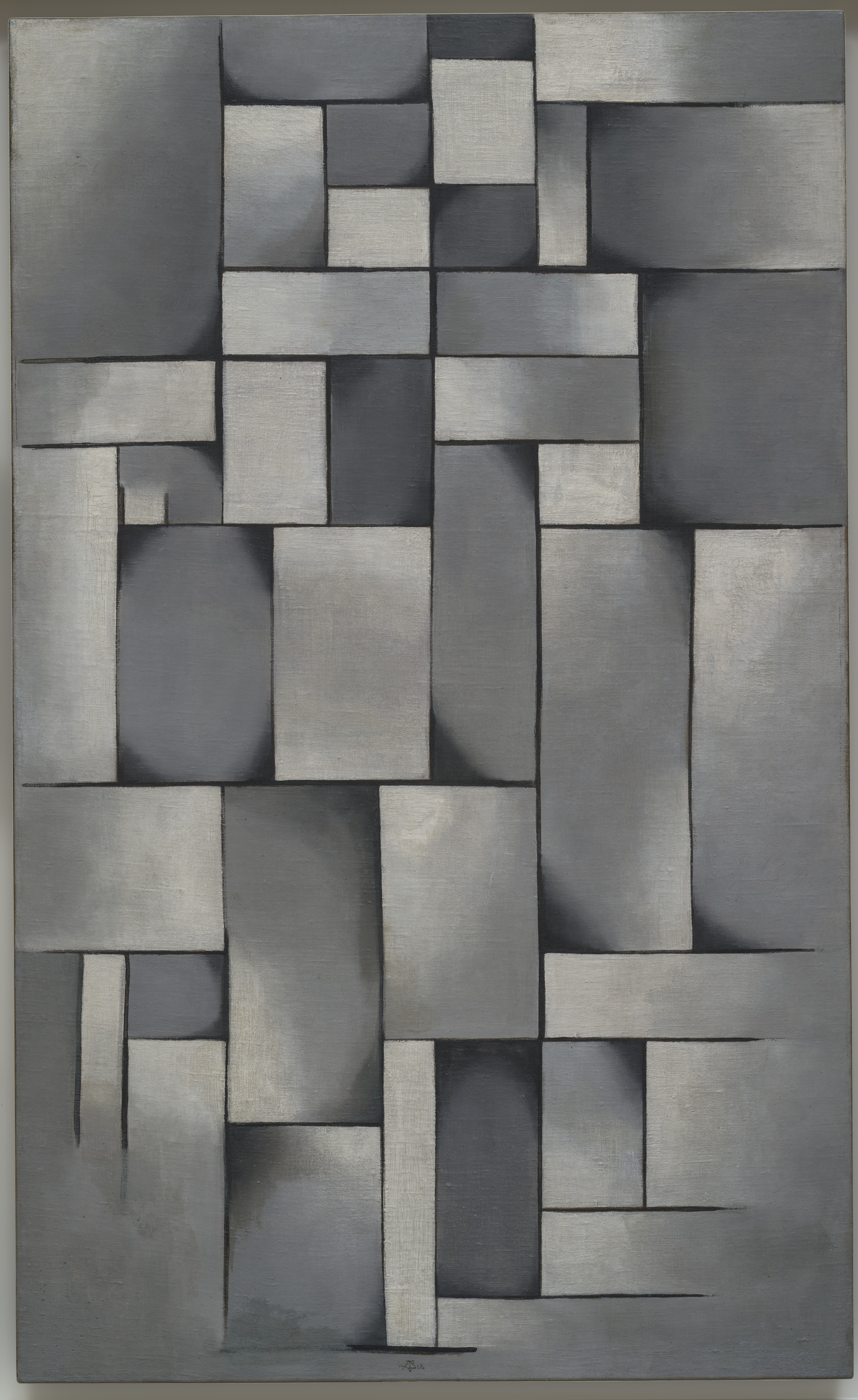
Theo van Doesburg, Compoziție în gri (Rag-time), 1919, Oil on canvas, 196.5 × 59.1 cm, The Solomon R. Guggenheim Foundation – Peggy Guggenheim Collection, Venezia, 1976

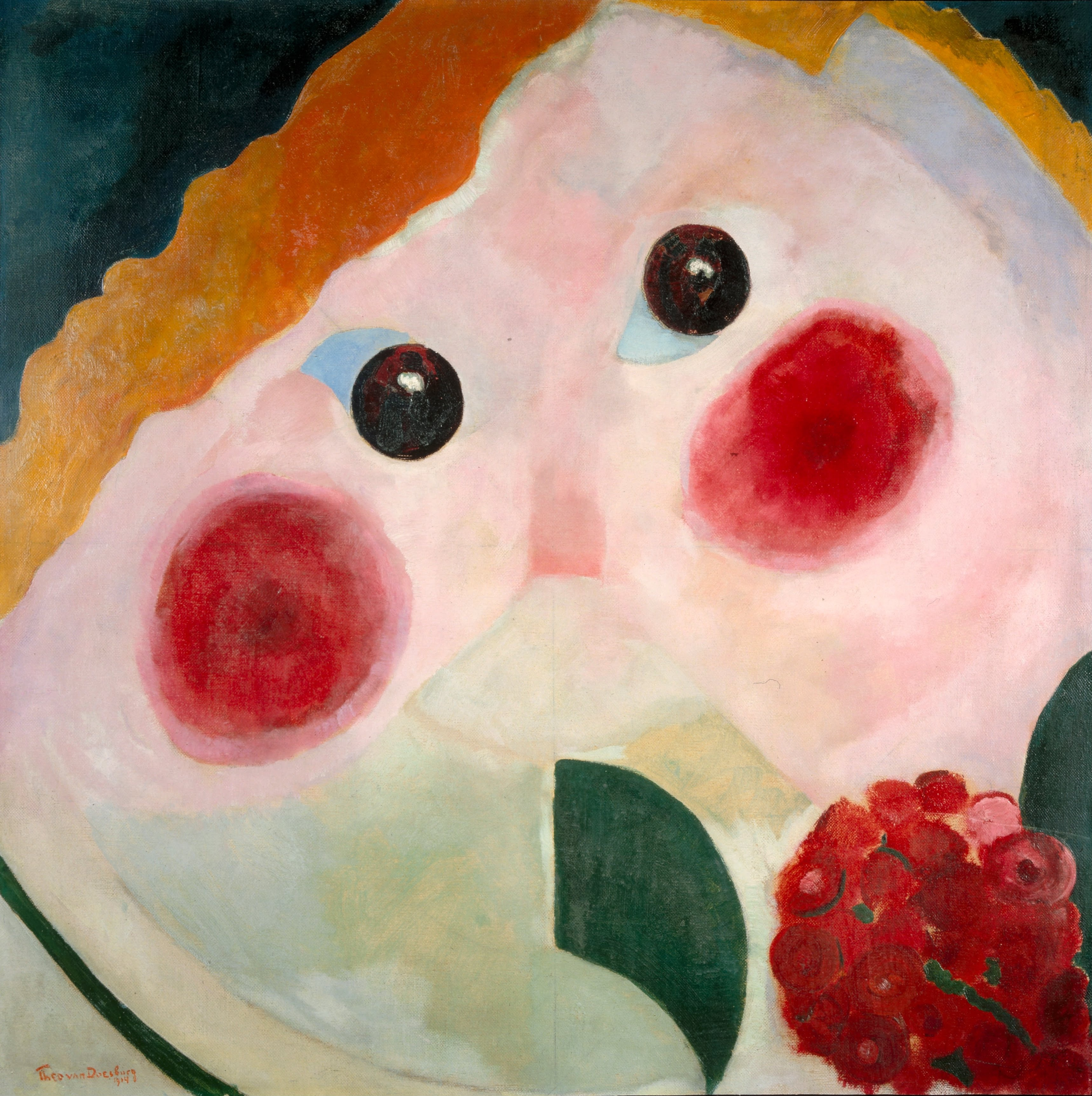
Girl with Ranunculus, ulei pe pânză, 1914, Centraal Museum, Utrecht

Prima sa expoziție a fost în 1908, la sediul organizației artistice Haagse Kunstkring, din Haga. Din 1912 și-a susținut lucrările scriind varii piese pentru diferite reviste. Doesburg se considera un pictor modern, la acea vreme, deși lucrările sale timpurii sunt în concordanță cu impresioniștii din Amsterdam și sunt influențate de Vincent van Gogh, atât ca stil, cât și ca subiect.
Acest lucru s-a schimbat brusc în 1913, după ce a citit „Rückblicke” – Privire îndărăt – a lui Vasili Kandinsky, în care artistul rus se uită înapoi la viața sa de pictor din 1903 până în 1913. Această „privire înapoi” l-a făcut să realizeze că există un nivel mai înalt, mai spiritual în pictură, care provine din minte, mai degrabă decât din viața de zi cu zi și că abstracția este singurul rezultat logic al acesteia.
Era deja în 1912 când Van Doesburg critica futurismul într-un articol de artă din „Eenheid” nr. 127, din 9 noiembrie 1912, deoarece,
| “ | Expresia mimetică a vitezei (oricare ar fi forma ei: avionul, automobilul etc.) este diametral opusă caracterului picturii, a cărei origine supremă se găsește în viața interioară. | ” |

La 6 noiembrie 1915, el a scris în același jurnal, 
| “ | Mondrian își dă seama de importanța liniei. Linia a devenit aproape o operă de artă în sine; nu se poate juca cu ea când reprezentarea obiectelor percepute era extrem de importantă. Pânza albă este aproape solemnă. Fiecare linie de prisos, fiecare linie greșit plasată, orice culoare așezată fără venerație sau grijă, poate strica totul – adică spiritualul. | ” |

## Mișcarea artisticăDe Stijl
În timp ce revizuia o expoziție pentru una dintre acele reviste pentru care a scris, în 1915 (la jumătatea serviciului său de doi ani în armată), a intrat în contact cu lucrările lui Piet Mondrian, care era cu opt ani mai în vârstă decât el și care, până atunci, câștigase deja o oarecare atenție cu picturile sale. Van Doesburg a văzut în aceste picturi idealul său în pictură: o abstracție completă a realității. La scurt timp după expoziție, Van Doesburg a luat legătura cu Mondrian și împreună cu artiștii „înrudiți conceptului,” Bart van der Leck, Antony Kok, Vilmos Huszár și Jacobus Oud și au fondat revista Revista De Stijl, în 1917.

### Promovarea mișcăriiDe Stijl

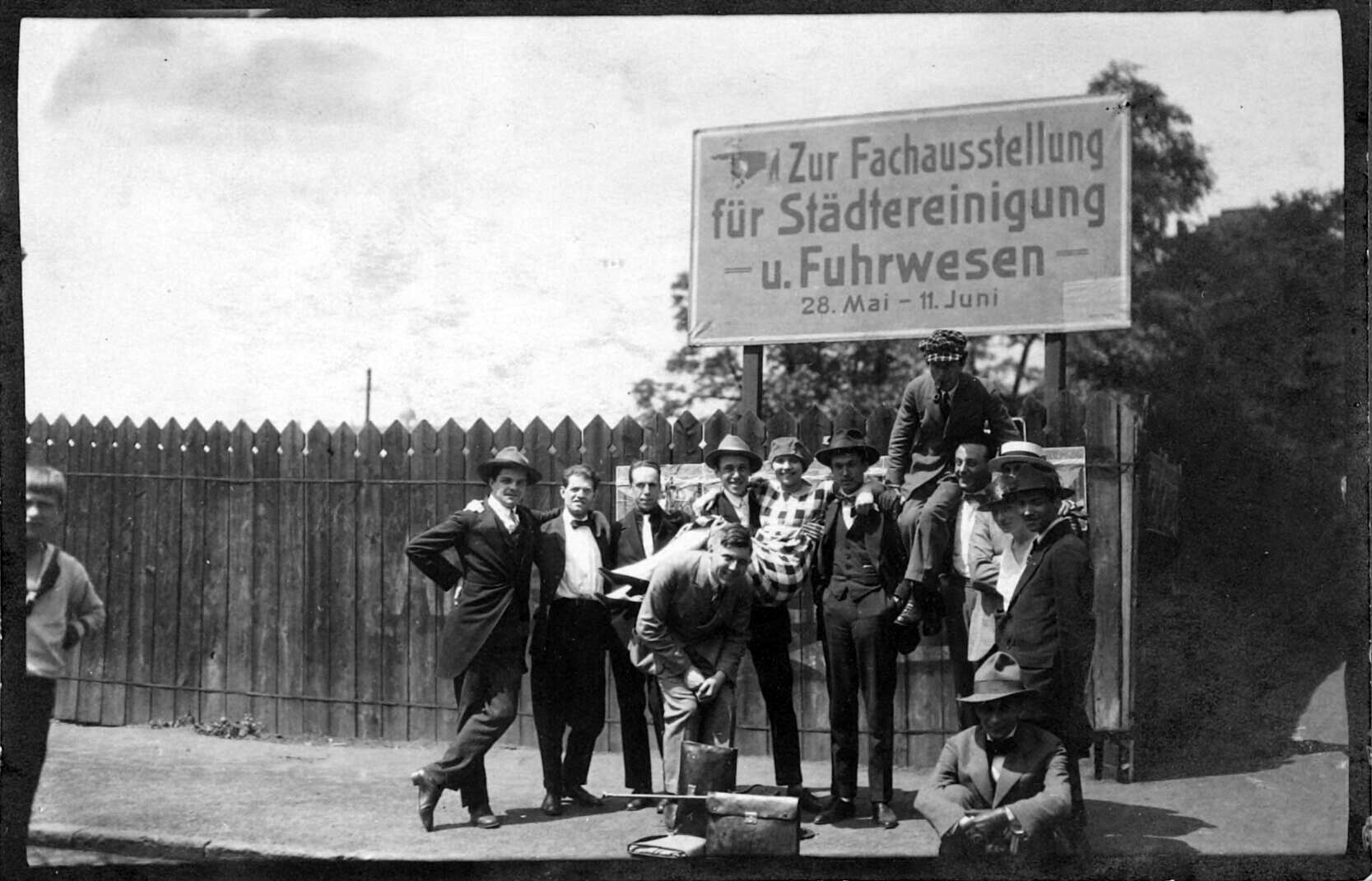
Congresul Uniunii Internaționale a Artiștilor Progresiști, ținut la Düsseldorf, în mai 1922

Deși De Stijl era alcătuit din mulți membri, Van Doesburg a fost „ambasadorul” aproape permanent al mișcării, promovând-o în toată Europa. S-a mutat la Weimar în 1922, hotărând să îl impresioneze pozitiv pe directorul Școlii și al mișcării artistice Bauhaus, Walter Gropius, pentru a răspândi influența mișcării.
Deși Gropius a acceptat multe dintre preceptele mișcărilor de artă contemporană, el nu a simțit că Doesburg ar trebui să devină un „maestru Bauhaus.” Doesburg s-a instalat apoi lângă clădirile Bauhaus și a început să atragă elevi interesați de noile idei de constructivism, dadaism și De Stijl.

### Neoplasticism

#### Caracteristicile neo-plasticismului (după Mondrian)

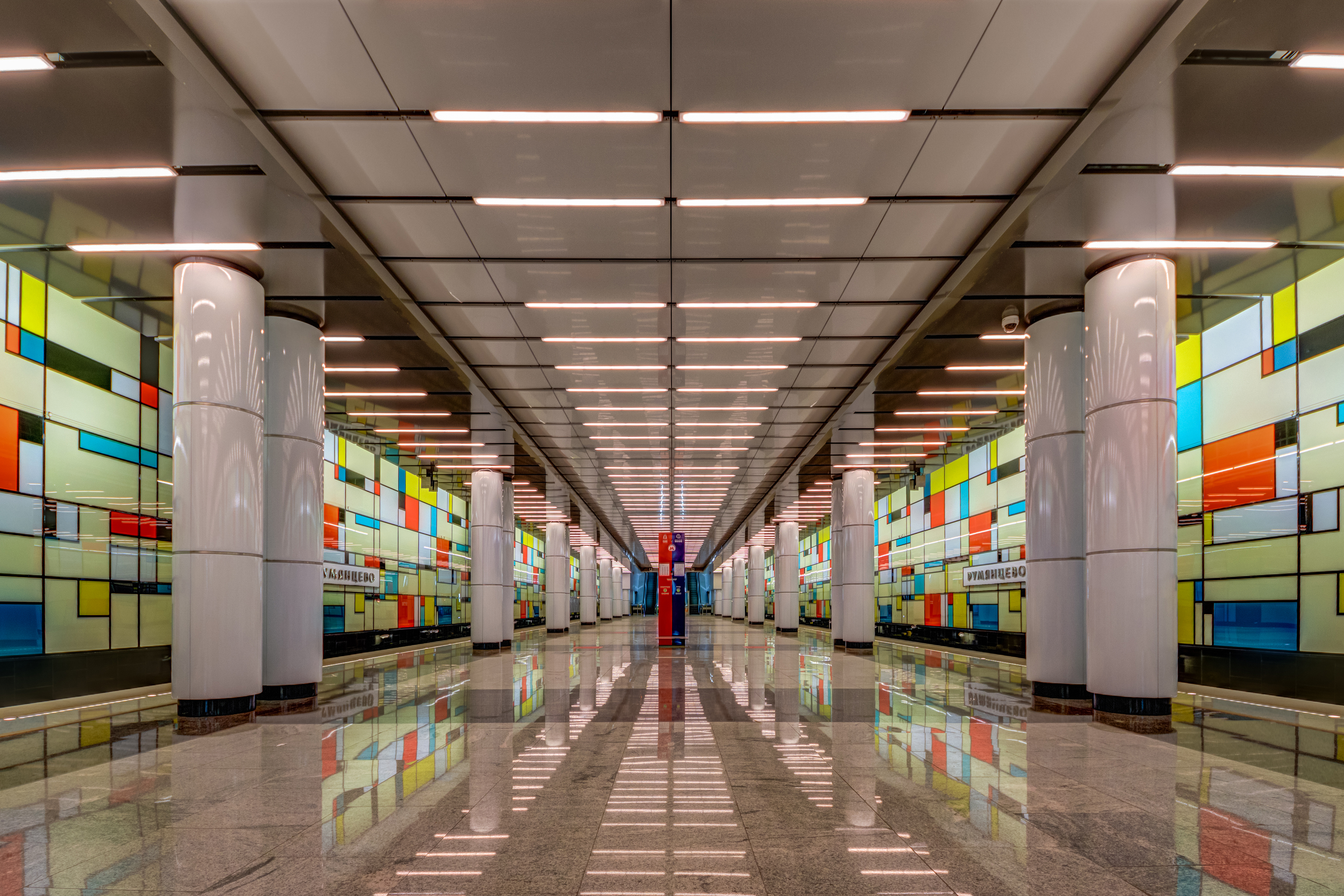
Stație de metrou din Moscova inspirată de mișcarea artistică De Stijl și de regulile severe ale neo-plasticismului, după Mondrian

Regulile stricte ale lui Mondrian erau:

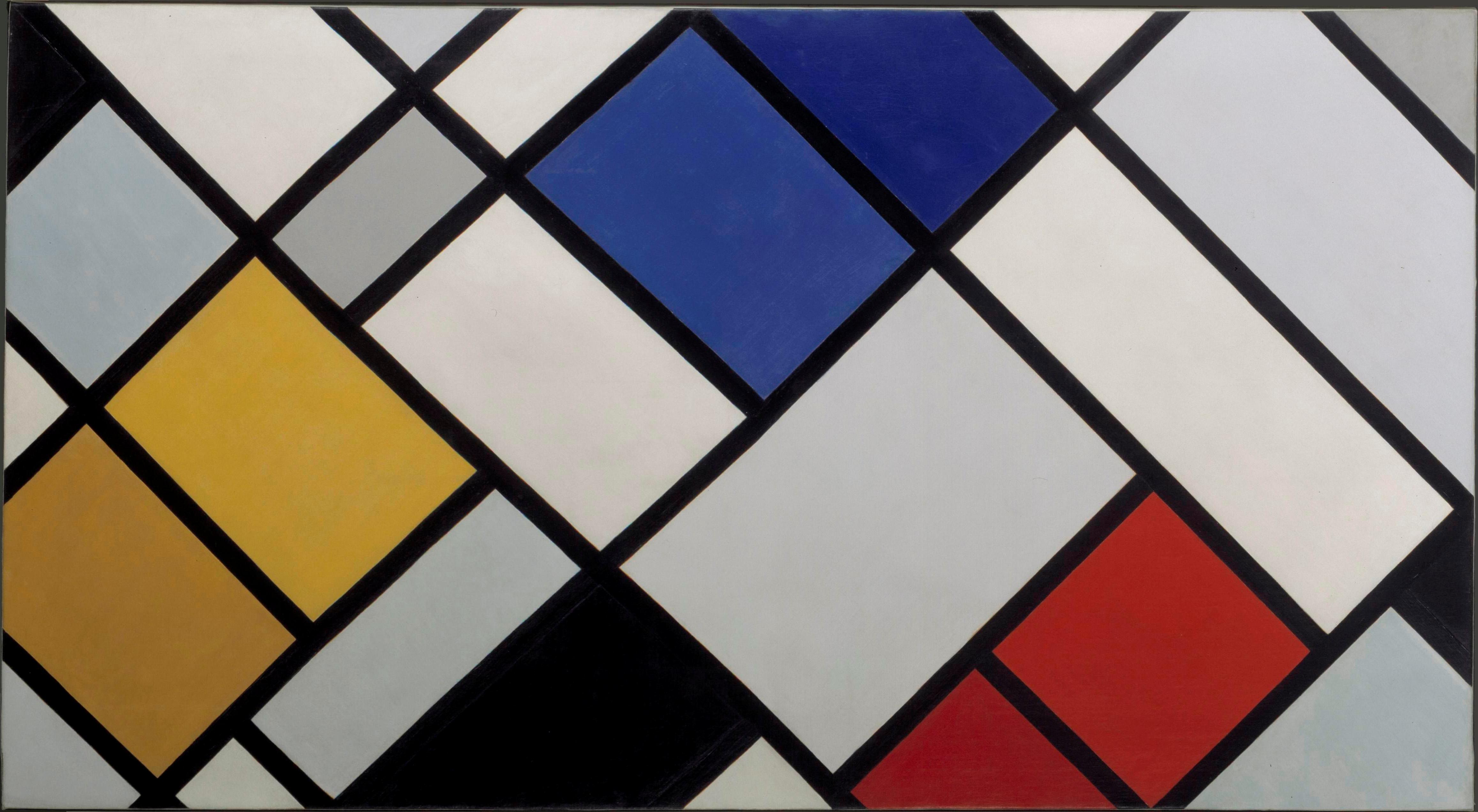
Theo van Doesburg — Contra-Compoziție XVI - Se observă abordarea „mai lejeră” a stricteței lui Mondrian, prezența diagonalelor, a culorilor de varii nuanțe, a altor forme decât cele dreptunghiulare, ...

- Pot fi utilizate numai forme geometrice; se ignoră forma și culoarea naturală.
- Principalele elemente de compoziție să fie linii drepte sau zone dreptunghiulare.
- Suprafețele trebuie să fie plane dreptunghiulare sau prisme.
- Fără curbe, fără diagonale, fără cercuri.
- Se aleg doar culorile primare (roșu, albastru, galben), plus negru, gri și alb.
- Fără simetrie - nu se admite niciun fel de simetrie. Se crează, în schimb, o asimetrie puternică.
- Echilibrul se realizează prin relațiile dintre motivele geometrice.
- În plus, culorile îndrăznețe ar trebui să echilibreze liniile directe îndrăznețe.

Pe scurt, regulile neoplasticismului au fost concepute pentru a produce o abstractizare pură, fără compromisuri, puternic structurată, în conformitate cu viziunea lui Mondrian conform căreia modelele verticale și orizontale erau în mod inerent armonioase.

### Elementarism

#### Caracteristicile elementarismului (după van Doesburg)[11]
- Pot fi utilizate numai forme geometrice, dar forme geometrice variate, nu doar dreptunghiuri și zone dreptunghiulare.
- Principalele elemente de compoziție pot să fie linii drepte atât linii drepte (orizontale și verticale), dar și varii diagonale, cu diferite grade de înclinare față de orizontală și verticală.
- Pot fi folosite curbe de diferite forme și grade de înclinare.
- Alături de culorile primare (roșu, albastru, galben) și de negru, gri și alb, pot fi folosite și alte culori și nuanțe.
- Lipsa de simetrie nu este obligatorie, dar nici nu poate guverna compoziția.

## Despărțirea de Mondrian

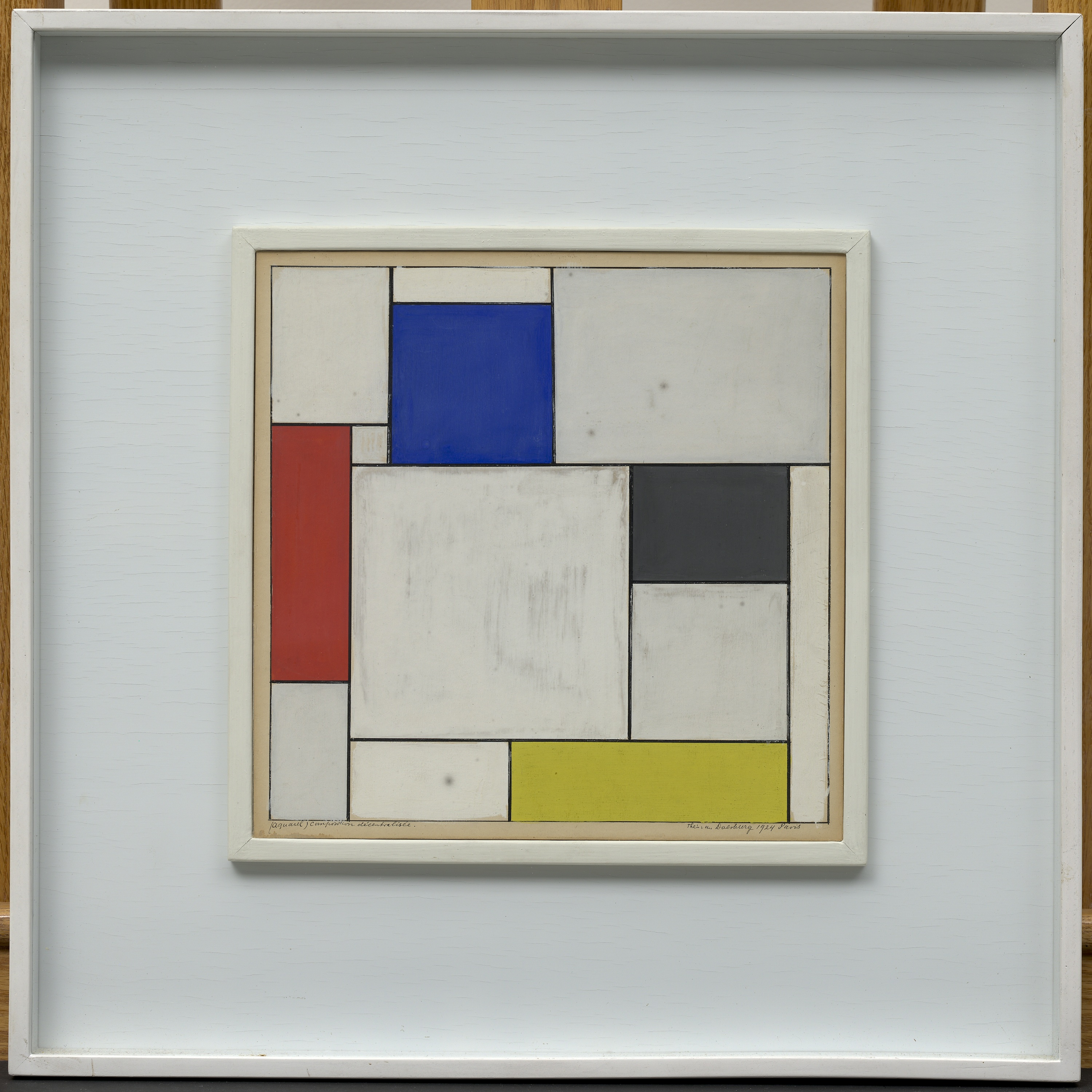
Composition décentralisée – Compoziție descentralizată, 1924, guașă pe carton, 28.9 x 29.2 cm, Solomon R. Guggenheim Museum, New York Bequest, Richard S. Zeisler, 2007

Prietenia dintre Van Doesburg și Mondrian a rămas puternică în acești ani, deși principalul lor mijloc de comunicare a fost prin scrisori. În 1923, Van Doesburg s-a mutat la Paris, împreună cu soția sa Nelly van Moorsel. Pentru că cei doi bărbați au ajuns să se vadă în mod mult mai regulat, diferențele de caracter au devenit evidente: Mondrian era un introvertit, în timp ce van Doesburg era mai extravagant  și un extrovertit.
În 1924, cei doi bărbați au avut dezacorduri, care au dus în cele din urmă la o despărțire temporară în acel an. Motivul exact al diviziunii a fost un punct de dispută ca între doi istorici de artă; de obicei, ideile divergente despre direcțiile liniilor din picturi au fost numite drept motivul principal: Mondrian nu a acceptat niciodată diagonalele, în timp ce Doesburg a insistat asupra aspectelor dinamice ale diagonalei și, într-adevăr, le-a prezentat în arta sa. Mondrian a acceptat unele concepte de diagonale, cum ar fi în picturile sale numite „Lozenge,” unde pânza era rotită cu 45 de grade, păstrând totuși liniile orizontale. În ultimii ani însă, această teorie a fost contestată de istorici de artă precum Carel Blotkamp, care citează diferitele concepte ale artistului despre spațiu și timp. După despărțire, Van Doesburg a lansat un nou concept pentru arta sa, elementarism, care a fost caracterizat de linii diagonale și anumite „deraieri” de la culorile și formele folosite, care în viziunea neo-plasticismului lui Mondrian, trebuiau a fi doar zone dreptunghiulare.
În 1929, cei doi artiști s-au împăcat, în urma unei întâlniri întâmplătoare la o cafenea din Paris.

## Lucrări și publicații

### Publicații
- Baljeu, Joost (1974). Theo van Doesburg. London: Studio Vista. ISBN: 0-289-70358-1.
- Hoek, Els; Blokhuis, Marleen; Goovaerts, Ingrid; Kamphuys, Natalie; et al. (2000). Theo van Doesburg: Oeuvre Catalogus. Utrecht: Centraal Museum. ISBN: 90-6868-255-5.
- Overy, Paul (1969). De Stijl. Studio Vista. ISBN: 0-289-79622-9.
- White, Michael (2003). De Stijl and Dutch modernism. Manchester University Press. ISBN: 0-7190-6162-8.

### Lucrări

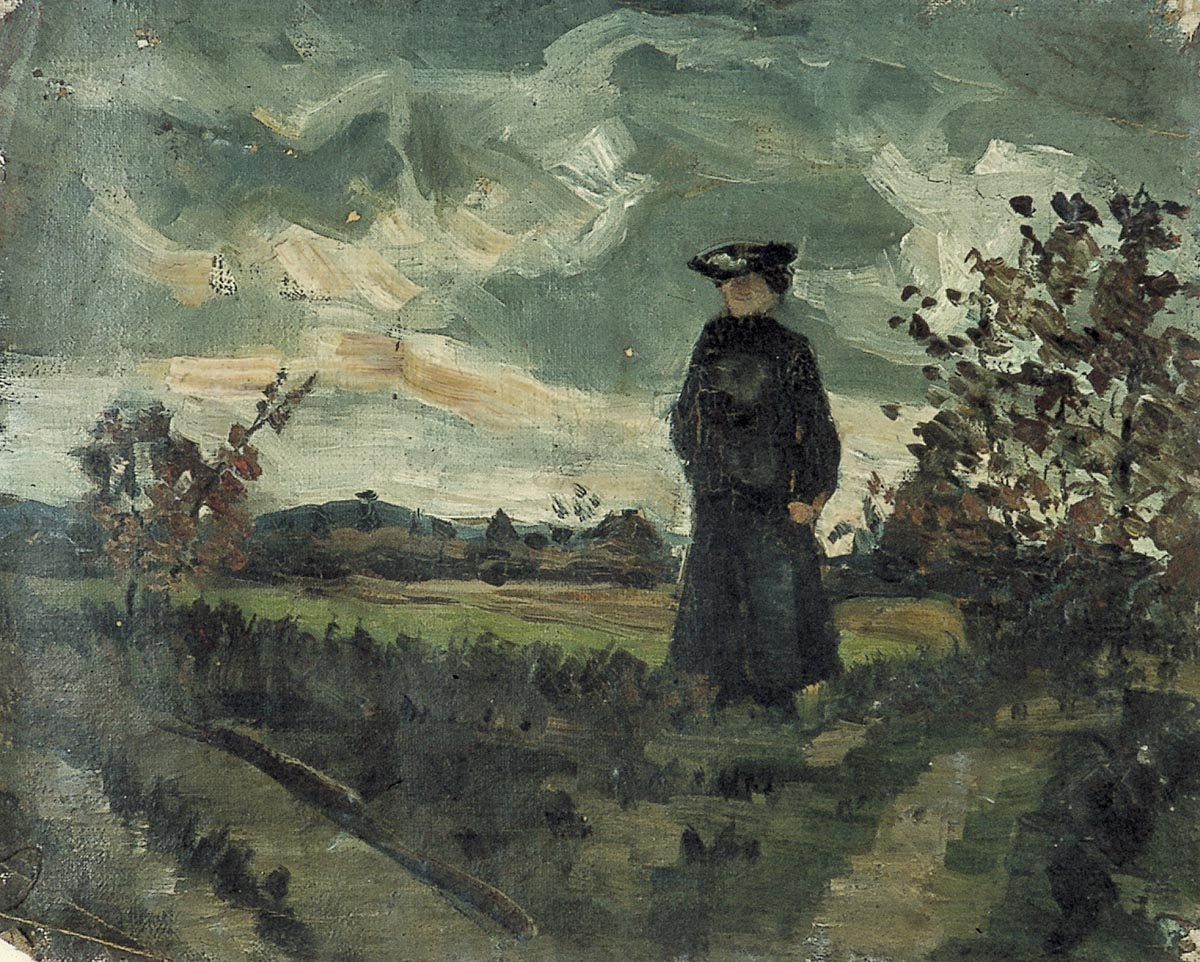
Femeie în peisaj
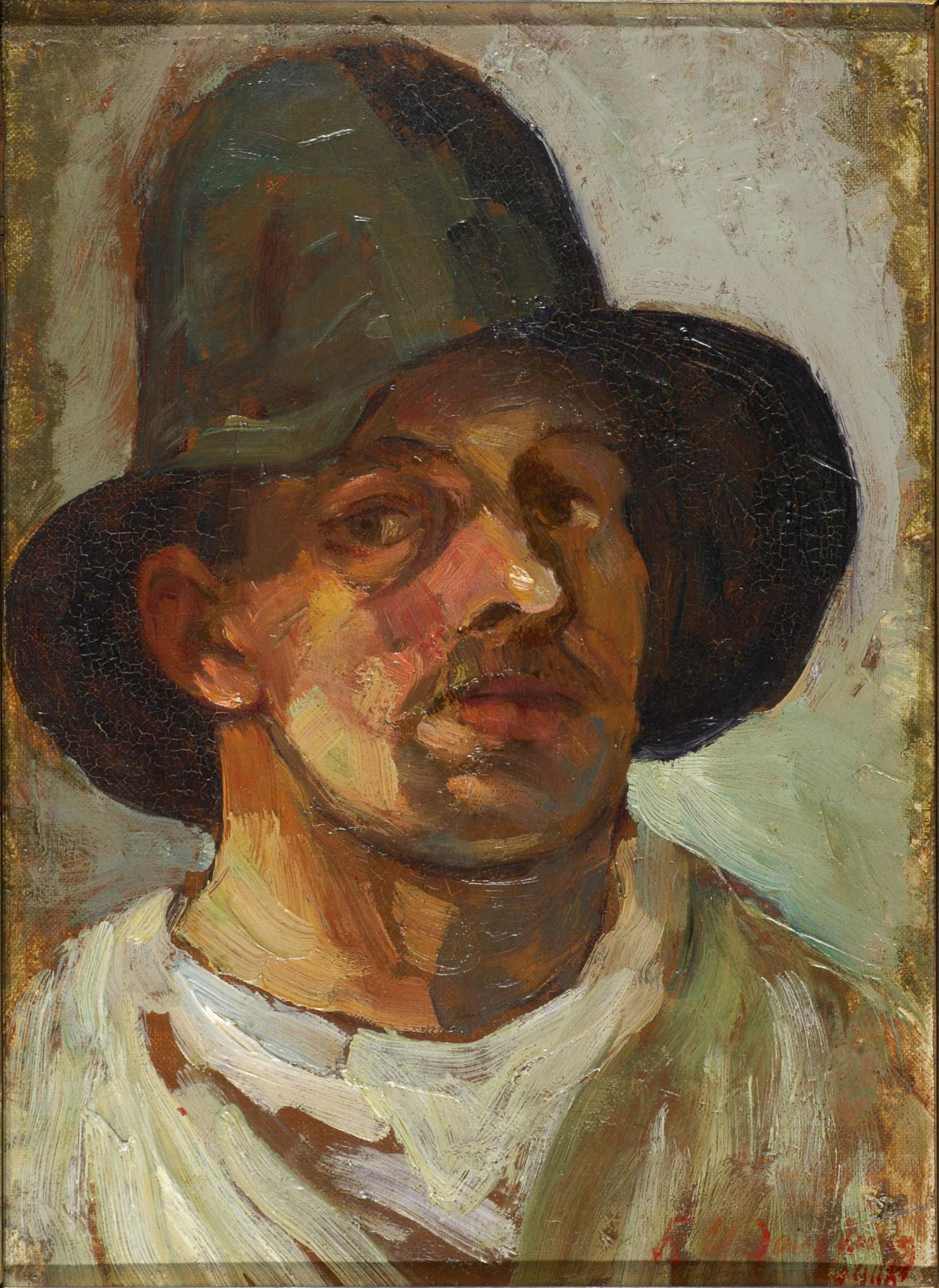
Autoportret cu pălărie, 1906
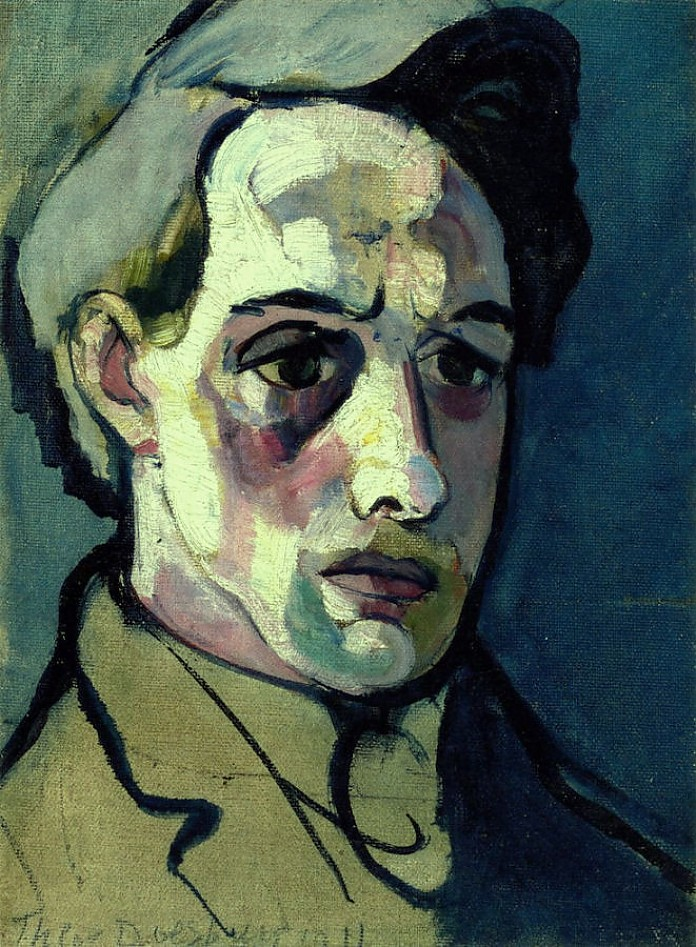
Autoportret, 1915
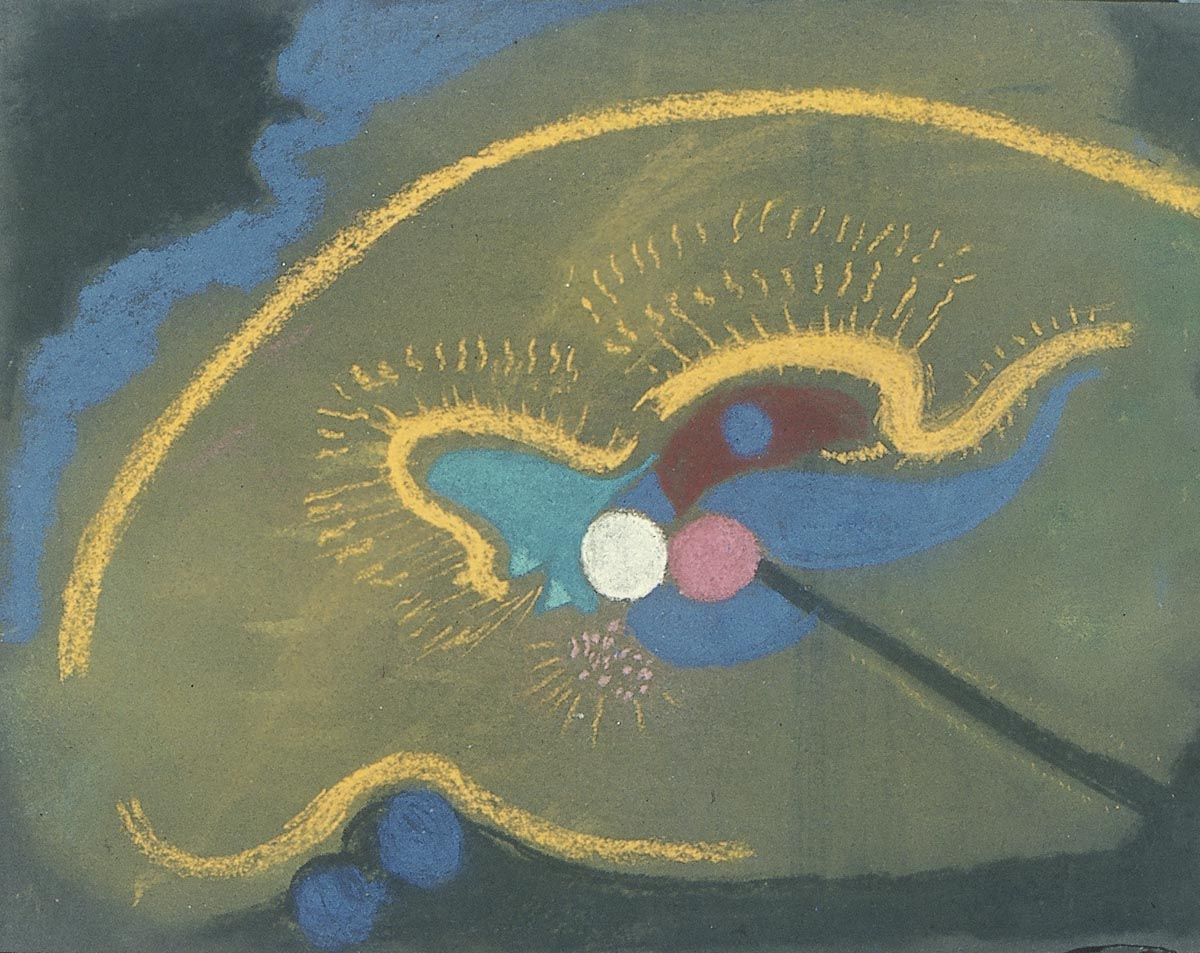
Compoziție, 1915
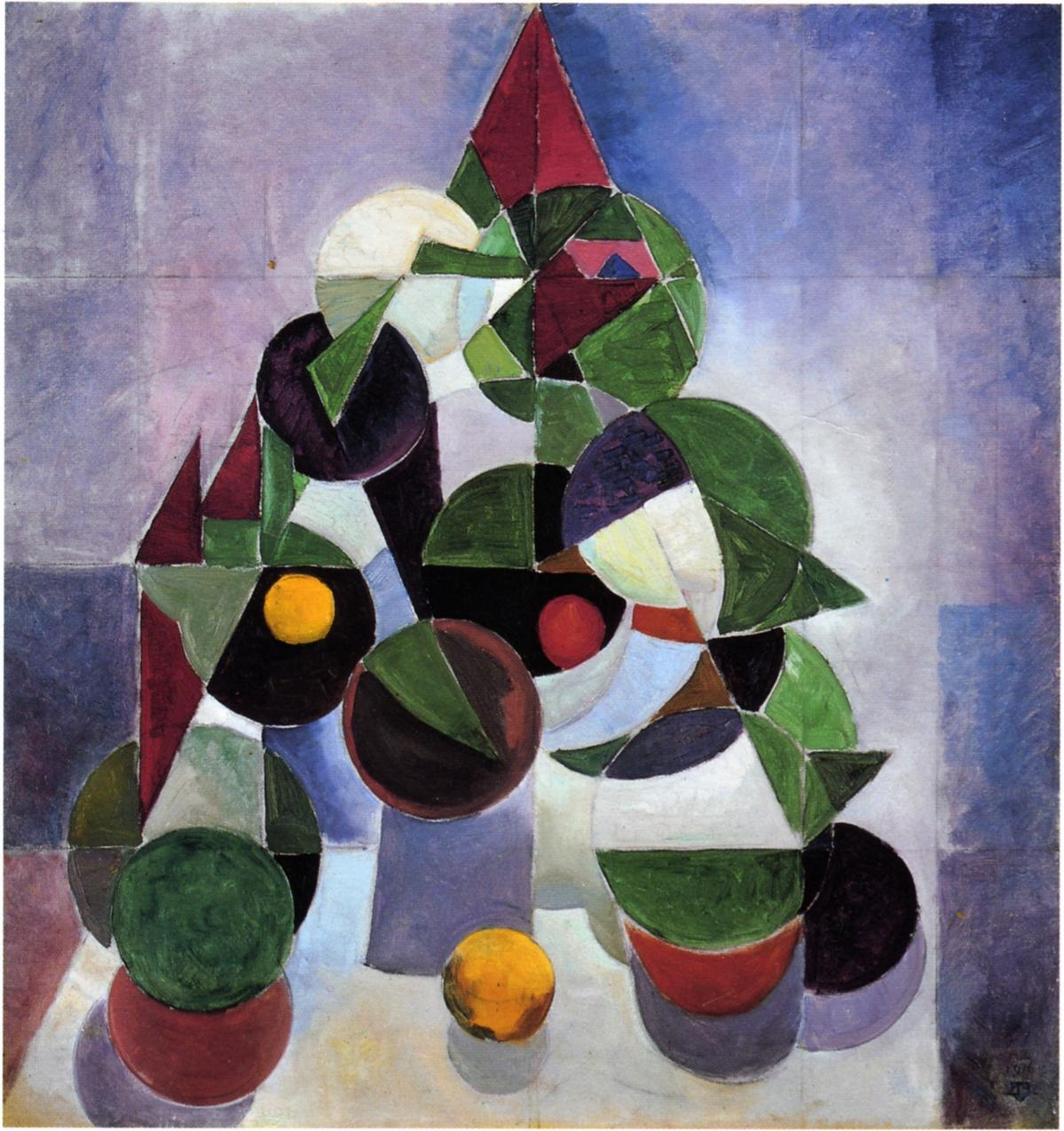
Compoziție I
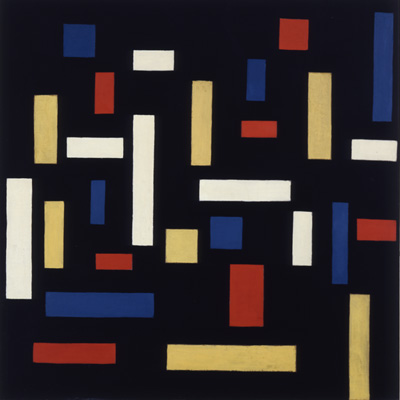
Neo-Plasticism – Compoziție VII (cele trei grații), 1917
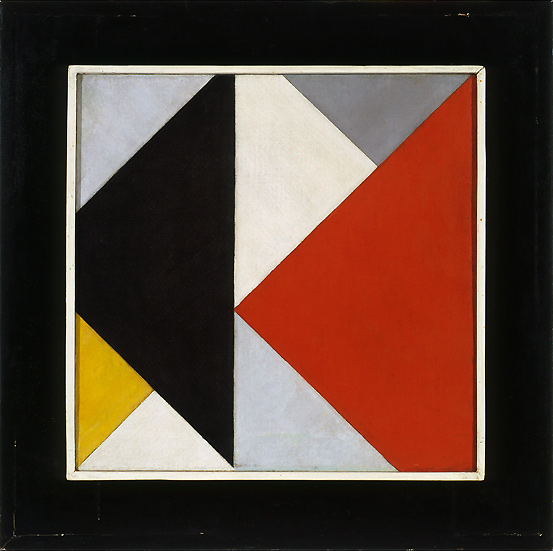
Contra compoziție XIII, 1929
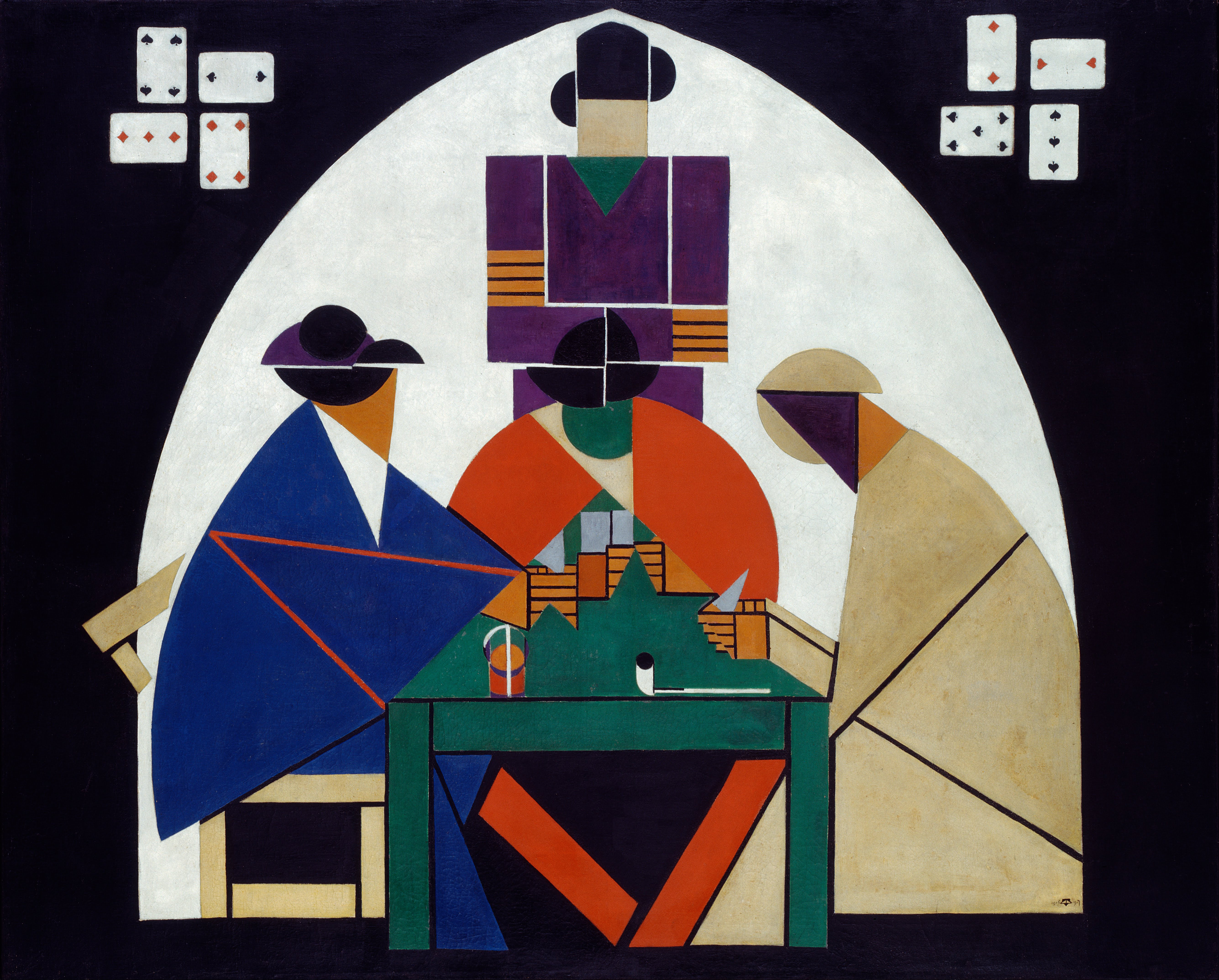
Jucători de cărți, 1916 – 1917
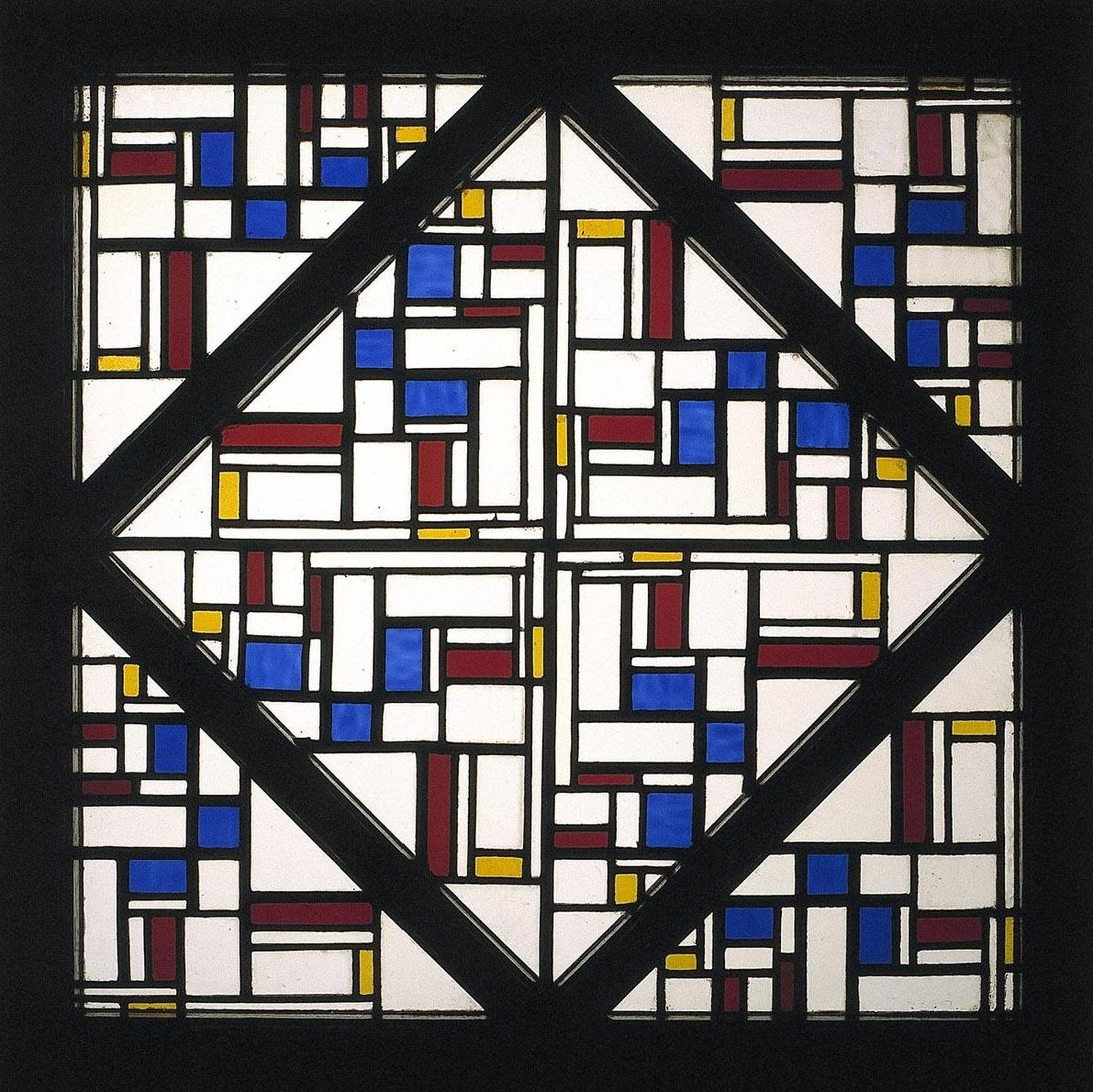
Compoziție cu fereastră cu sticlă colorată III
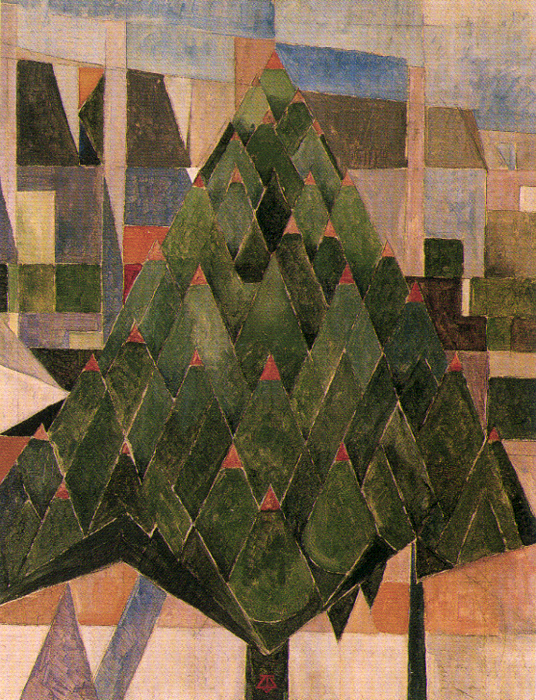
Arbore
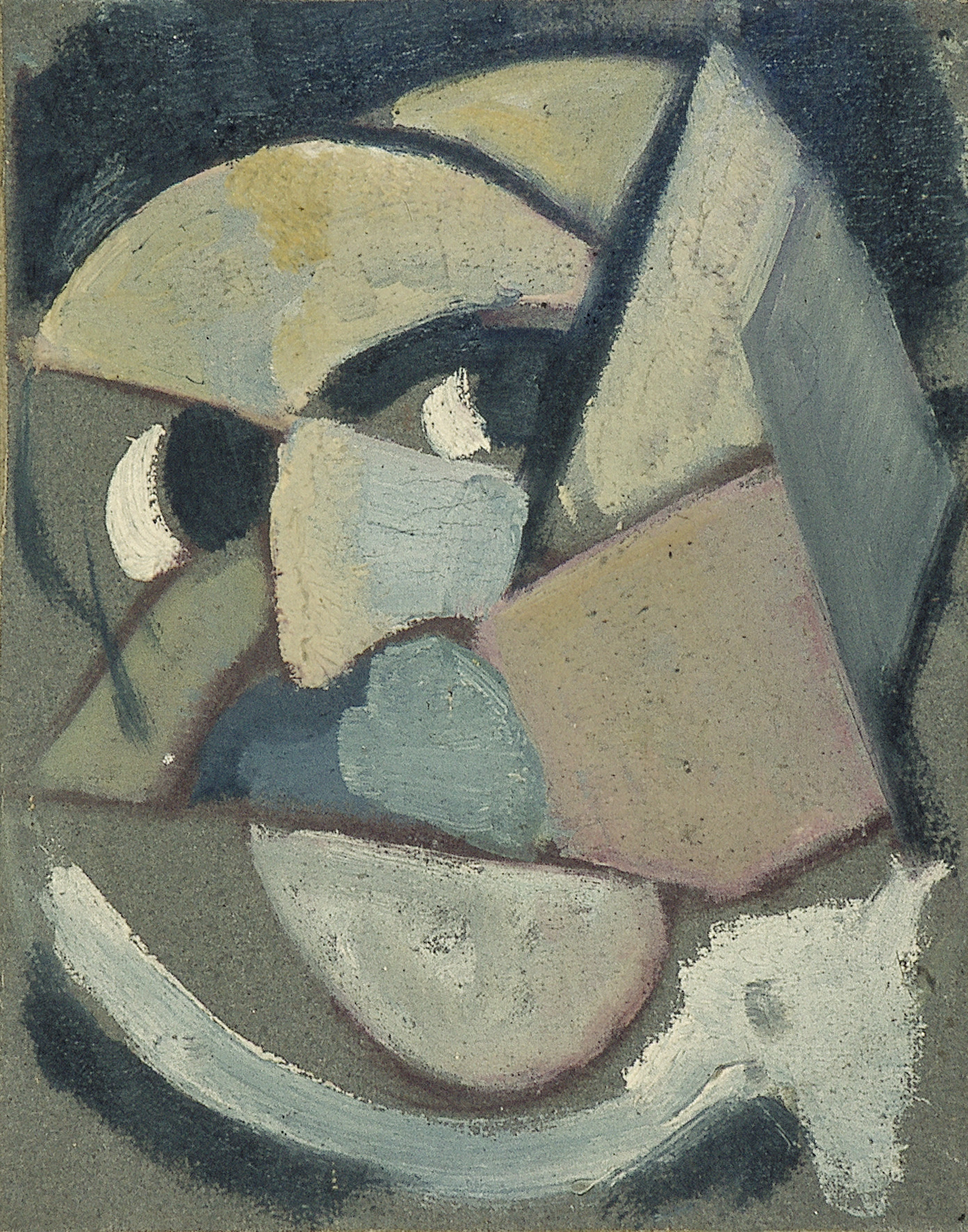
Portret abstract
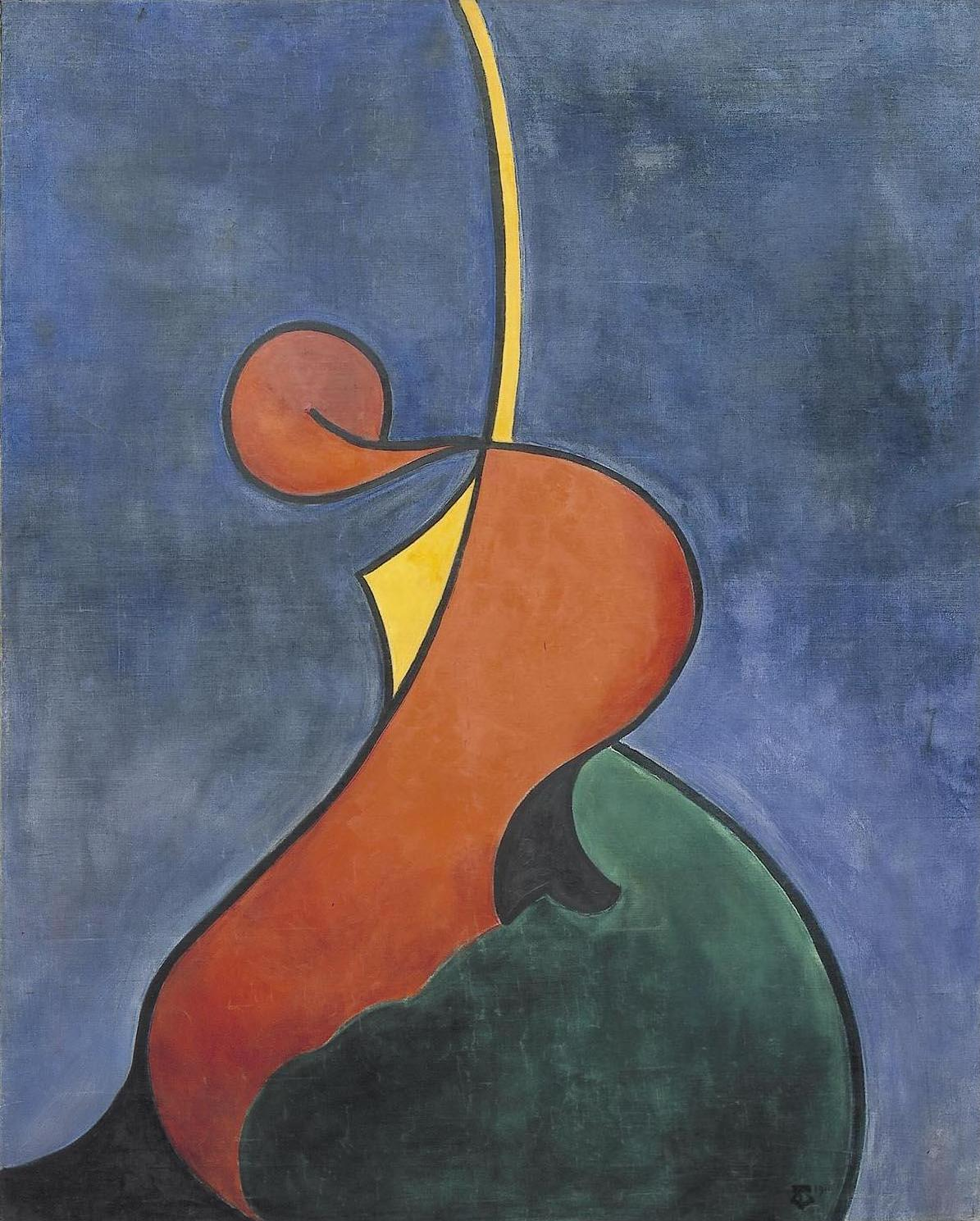
Mișcare eroică

## Alte articole conexe
- Dadaism
- De Stijl
- Elementarism
- Neoplasticism